# Vichaichan
Krom Phra Ratchawang Bowon Wichaichan (tiếng Thái: กรมพระราชวังบวรวิไชยชาญ) hoặc Phra Ong Chao Yodyingyot (hoặc Yingyot) (พระองค์เจ้ายอดยิ่งยศ) (ngày 06 tháng 4 năm 1838 - ngày 28 tháng 8 năm 1885) là một hoàng tử Xiêm và là thành viên của triều đại Chakri. Ông là con trai cả của Phó Vua Pinklao và công chúa Aim, và do đó cháu trai của Vua Mongkut (Rama IV). Wichaichan kế vị cha mình đã được chọn làm cung điện phía trước và Phó vua Xiêm vào năm 1868, dưới thời cai trị của người anh em họ của ông vua Chulalongkorn (Rama V). Trong nhiệm kỳ của ông văn phòng của Mặt trận cung điện cực kỳ mạnh mẽ và đứng sau của quốc vương riêng. Chắc chắn hai lực lượng đụng độ trong cuộc khủng hoảng cung điện phía trước. Wichaichan đã bị đánh bại và sức mạnh của cung điện phía trước đã được giảm bớt rất nhiều. Sau khi ông qua đời vào năm 1885, di tích cuối cùng của tiêu đề đã được bãi bỏ trong lợi của một Hoàng thái tử.

## Đầu đời
Phra Ong Chao Yodying Prayurayot Bovorn Rachorod Rattana Rachakumarn (พระองค์เจ้ายอดยิ่ง ประยุรยศบวรราโชรส รัตนราชกุมาร) sinh ngày 6 tháng tư 1838, con trai cả của Hoàng tử và công chúa Chutamani Aim. Có người nói rằng cha anh đã cho anh một cái tên tiếng Anh vinh danh anh hùng cá nhân của mình, Tổng thống đầu tiên của Hoa Kỳ, George Washington. Vì vậy, anh được gọi là hoàng tử George Washington hay hoàng tử George. Trong tháng 5 năm 1851 cha Hoàng tử Yodyingyot đã được nâng lên như Second Vua Pinklao hay cung điện phía trước bởi anh trai của ông Vua Mongkut (Rama IV). Pinklao cũng nhận được từ anh trai của ông tất cả các phong cách, tiêu đề và danh dự của một quân vương, mặc dù chưa bao giờ được trao vương miện mình. Thời thơ ấu của Hoàng tử nhận được một nền giáo dục hiện đại, bao gồm cả ngôn ngữ tiếng Anh và khoa học hiện đại. Có người nói rằng ông đã trở thành một kỹ sư vô cùng khéo léo.
Sau cái chết của vua Pinklao của năm 1866, vua Mongkut đã quyết định không bổ nhiệm một cung điện Mặt trận do thực tế rằng con trai của ông là Hoàng tử Chulalongkorn chỉ là 12 tuổi. Điều này có nghĩa rằng vị trí mà còn là của các giả định người thừa kế bị bỏ trống (Siam không có pháp luật thừa kế tại thời điểm đó, nhưng Phó vua được xem là nguyên đơn mạnh nhất).
Lo sợ sự bất ổn, Chao Phraya Si Suriyawongse (Chuang Bunnag) các Kalahom (một trong những Thủ tướng Thái Lan)cố gắng thuyết phục nhà vua bổ nhiệm Hoàng tử Yodyingyot để thành công Vua Pinklao. Si Suriyawongse là một thành viên của gia đình Bunnag mạnh mẽ, trong đó đã chi phối các hoạt động của chính phủ Xiêm kể từ triều đại của vua Phật Loetla Nabhalai (Rama II). Nhà vua từ chối bổ nhiệm Yodyingyot, thay vào đó anh nâng hoàng tử KromMuen Bowon Wichaichan hay hoàng tử Bowon Wichaichan vào năm 1867. Điều này có nghĩa Wichaichan chỉ được làm một hoàng tử của cung điện phía trước nhưng không phải là tiêu đề thực tế của cung điện phía trước.Kể từ năm 1865 Hoàng tử cũng là chỉ huy của lực lượng hải quân các cung điện của Mặt trận.
Wichaichan là một người bạn lớn của Anh Tổng Lãnh sự để Siam: Thomas George Knox, ông ban đầu được tuyển dụng bởi Pinklao để hiện đại hóa các lực lượng vũ trang các cung điện của Mặt trận. Knox rất ưa thích sự trưởng thành và có kinh nghiệm Wichaichan - người cũng là con trai của một trong những thành viên phương Tây hầu hết các tầng lớp được lên ngôi - qua Chulalongkorn trẻ.

## Thống trị

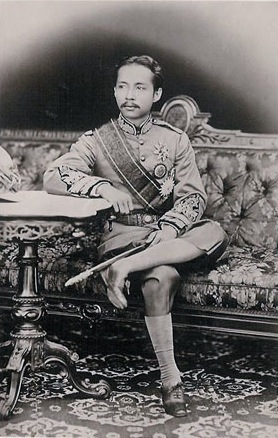
Ảnh chụp Vua Chulalongkorn hay Rama V, em họ của Wichaichan (trong trang phục kiểu phương Tây).

Trong tháng 8 năm 1868 Vua Mongkut mắc bệnh sốt rét trong khi trên một chuyến thám hiểm để xem nhật thực ở tỉnh Prachuap Khiri Khan, sáu tuần sau đó ông qua đời vào ngày 01 tháng 10. Các Chulalongkorn trẻ (những người chỉ mới 15 tuổi vào thời điểm đó) đã nhất trí tuyên bố vua bởi một hội đồng của giới quý tộc cao cấp, hoàng tử của Hội đồng triều đại Chakri và monk.the được chủ trì bởi Si Suriyawongse người cũng được bổ nhiệm làm nhiếp chính cho trẻ Nhà vua.
Trong cuộc họp khi có một trong các hoàng tử được đề cử Wichaichan như cung điện Mặt trận tiếp theo, nhiều người trong hội đồng phản đối. Sự phản đối đáng chú ý nhất của đề cử này đến từ hoàng tử Vorachak Tharanubhab. Hoàng tử cho rằng việc bổ nhiệm các vị trí quan trọng như vậy là đặc quyền duy nhất của nhà vua, không phải của hội đồng. Hơn nữa, vị trí không phải là di truyền và việc bổ nhiệm con trai của cựu có thể thiết lập một tiền lệ nguy hiểm. Các đề cử của Wichaichan tuy nhiên đã được hỗ trợ bởi Si Suriyawongse người muốn đảm bảo một dòng tiếp bằng cách bổ nhiệm một cung điện phía trước có khả năng và kinh nghiệm (như là thứ hai trong dòng lên ngôi). Si Suriyawongse đã được xác định, ông vặn lại bằng cách buộc tội Hoàng tử muốn được bổ nhiệm chính mình ("ที่ไม่ยอมนั้นอยากจะเป็นเองหรือ"). Hoàng tử trả lời một cách mệt mỏi: "Nếu bạn có yêu cầu tôi cho phép nó [bổ nhiệm], sau đó tôi sẽ phải cho phép nó" ("ถ้าจะให้ยอมก็ต้องยอม"). Kết quả là, Hoàng tử Wichaichan được bổ nhiệm làm cung điện Mặt trận (Krom Phra Rajawang Bovorn Sathan Mongkol) và Phó vua mà không cần sự đồng ý đầy đủ của Monarch đến. Mối quan hệ giữa học Chulalongkorn và Wichaichan sẽ vẫn còn khó khăn cho phần còn lại của cuộc sống của sau này, trên cơ sở này fact.On 11 tháng 11 năm 1868 em họ Wichaichan của Chulalongkorn đã lên ngôi vua tối cao của Siam tại Hoàng cung.
Kết quả là, Hoàng tử Wichaichan được bổ nhiệm làm cung điện Mặt trận (Krom Phra Rajawang Bovorn Sathan Mongkol) và Phó vua mà không cần sự đồng ý đầy đủ của quốc vương đến. Mối quan hệ giữa học Chulalongkorn và Wichaichan sẽ vẫn còn khó khăn cho phần còn lại của cuộc sống của sau này, dựa trên fact.on này 11 tháng 11 năm 1868 em họ Wichaichan của Chulalongkorn đã đăng quang tối cao của vua Xiêm La tại Grand Palace.
Từ độ cao của vua Pinklao hai mươi năm trước trụ sở của Mặt trận cung điện đã đạt được số lượng đáng kể sức mạnh và uy tín. Phó-King có quân đội riêng của mình của hơn 2.000 nam giới, phía Tây được đào tạo và phương Tây vũ trang. Ông cũng kiểm soát một lực lượng hải quân của một số các tàu chiến hơi nước cung cấp. Hoàng tử cũng đã có một phần lớn doanh thu của nhà nước hơn một phần ba trong số đó được cung cấp trực tiếp cho ông để duy trì các quan chức, đoàn tùy tùng, sân, thê thiếp và các cố vấn của ông.

### khủng hoảng cung điện phía trước

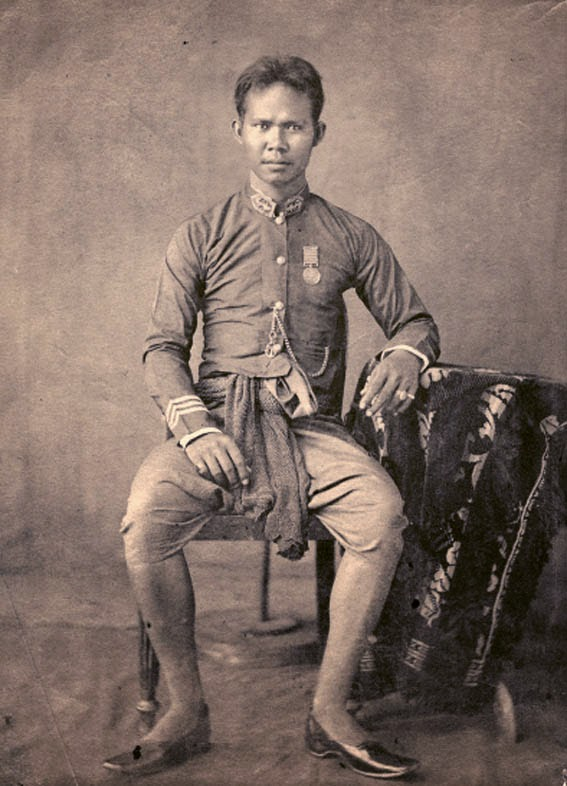
Ảnh chụp Hoàng tử Yodyingyot, sau này là Bowon Wichaichan. Trong các tài liệu nước ngoài, ông thường được gọi là “Hoàng tử George Washington”. Ông được bổ nhiệm làm Vương công Phó vương vào năm 1868.

Khi Chulalongkorn (Rama V) đến tuổi trưởng thành vào năm 1873, ông cùng những người em trai được giáo dục theo phong cách phương Tây đã có ý định xây dựng một nhà nước quân chủ chuyên chế hiện đại. Dưới các triều đại trước, chính quyền Xiêm vẫn tồn tại nhiều yếu tố phong kiến, trao nhiều đặc quyền cho tầng lớp quý tộc. Để hiện đại hóa và tập trung quyền lực vào tay hoàng gia, Chulalongkorn bắt đầu củng cố sự kiểm soát của chính phủ hoàng gia đối với hệ thống tài chính và bộ máy hành chính.
Ông thành lập Văn phòng Kiểm toán và một năm sau đó, thiết lập Hội đồng Cơ mật của Xiêm. Những cải cách này nhanh chóng vấp phải sự phản đối mạnh mẽ từ giới quý tộc, đặc biệt là Phó vương Wichaichan, người đang dần mất đi quyền lực.
Mâu thuẫn giữa Chulalongkorn và Wichaichan leo thang thành xung đột công khai sau khi Wichaichan nhận được một bức thư nặc danh đe dọa tính mạng. Ngày 28 tháng 12 năm 1874, một vụ hỏa hoạn xảy ra tại Đại Hoàng cung. Wichaichan miễn cưỡng hỗ trợ chữa cháy, tạo điều kiện để Chulalongkorn bao vây khu vực Cung điện Phía Trước – nơi Wichaichan cư trú. Tối ngày 2 tháng 1 năm 1875, Wichaichan bỏ trốn đến Lãnh sự quán Anh ở phía nam Bangkok để xin tị nạn, lo sợ rằng tính mạng của mình đang bị đe dọa. Dù các cuộc đàm phán giữa hai bên được khởi động, nhưng không đạt được thỏa thuận nào, do Wichaichan không tin tưởng vào lời đề nghị hòa giải.
Đến tháng 2, tình hình lâm vào bế tắc. Si Suriyawongse quyết định đề nghị Lãnh sự quán Anh mời một nhân vật có ảnh hưởng can thiệp nhằm giải quyết khủng hoảng. Lời mời được gửi đến Andrew Clarke, Thống đốc Khu định cư Eo biển (Straits Settlements). Clarke đến Bangkok vào ngày 18 tháng 2 và sau một số cuộc gặp với các phe phái, ông tuyên bố ủng hộ vị vua trẻ Chulalongkorn.
Tối ngày 24 tháng 2, Clarke buộc Wichaichan phải chấp nhận đầy đủ các điều kiện của Chulalongkorn. Theo đó, Wichaichan bị tước toàn bộ quyền lực, chỉ được giữ lại 200 cận vệ trang bị vũ khí hạng nhẹ, đồng thời phải từ bỏ danh hiệu Phó vương. Tuy vậy, ông vẫn được phép sống tại Cung điện Phía Trước và giữ nguyên nơi ở. Chulalongkorn cam kết chịu trách nhiệm về tài chính và an toàn cho ông. Wichaichan sống phần đời còn lại một cách yên bình như một quý tộc trí thức, và không còn tham gia chính trị.
Sau sự kiện này, vai trò của Cung điện Phía Trước và tầng lớp quý tộc Xiêm suy giảm đáng kể, cho phép Chulalongkorn tiếp tục các cải cách hiện đại hóa đất nước mà không gặp trở ngại lớn. Năm 1881, Wichaichan gặp vua Kalākaua của Hawaii khi nhà vua quá cảnh tại Xiêm trong chuyến công du thế giới. Kalākaua ghi nhận rằng Wichaichan là người có học thức và nói tiếng Anh thành thạo.

## Qua đời

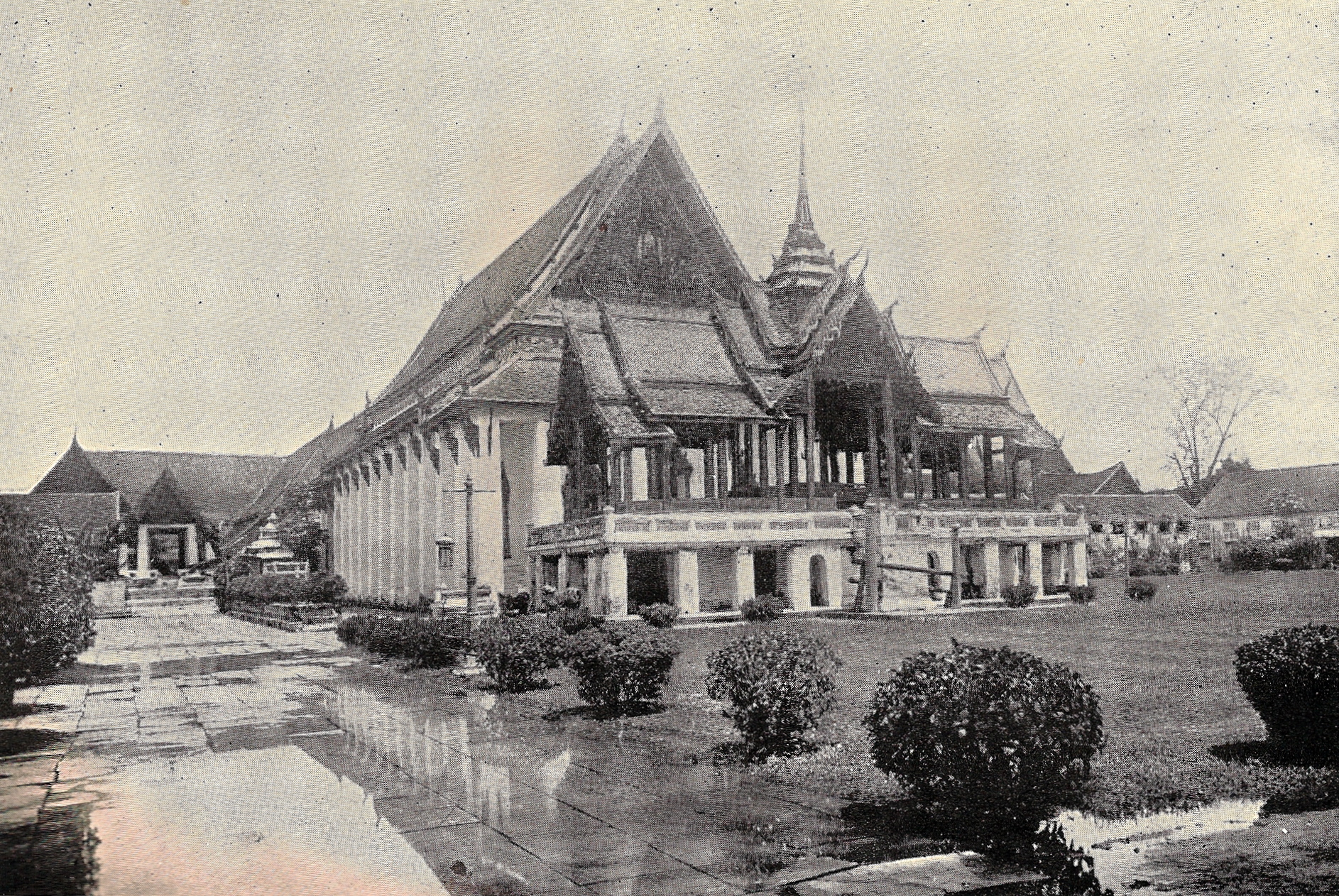
Ảnh chụp Vương cung Phó vương hay còn gọi là Wang Na (khoảng năm 1890), nay là Bảo tàng Quốc gia Bangkok.

Wichaichan qua đời vào ngày 28 tháng 8 năm 1885 ở tuổi 47. Hoàng tử Bovorn Wichaichan đã được hỏa táng với đại lễ trên các lĩnh vực Sanam Luang vào ngày 14 Tháng Sáu 1886. Các cung điện phía trước hợp chất tự nó đã bị phá hủy một phần, phần mà vẫn được trao cho các phu Wichaichan của, con gái chị em là nơi cư trú (con trai bị loại bỏ).
Sau cái chết của ông văn phòng của cung điện phía trước đã được bỏ trống cho đến khi Ngày 14 tháng 1 năm 1886, khi con trai Chulalongkorn với công chúa phối ngẫu Savang Vadhana được làm Thái tử Maha Vajirunhis hoặc Somdet Phra Boromma-orasathirat Sayam Makutrajakuman. Tiêu đề của cung điện phía trước, lần đầu tiên được tạo ra vào năm 1688 bởi vua Petracha Ayutthaya được như vậy, bị bãi bỏ và thay thế bằng một người thừa kế, người thừa kế là phải dựa trên nguyên tắc quyền con trưởng nam. Tiêu đề mới phát minh mang tiếp Xiêm phù hợp với truyền thống châu Âu.

## Gia đình
Trong suốt cuộc đời của ông cha Wichaichan 28 trẻ em với các phu nhân khác nhau và cung phi. Với Chao Chom Manda (chúa Consort) Prik Lek ông là cha của Hoàng tử Karnchananophas Rasmi, Hoàng tử Chanchai Bovornyod (พระองค์เจ้ากาญจโนภาสรัศมี กรมหมื่นชาญไชยบวรยศ), con cháu sử dụng tên họ: Kanchanawichai (กาญจนะวิชัย). Và với Consort Leam: hoàng tử Rajani Chamcharas, Hoàng tử Bidyalongkorn (พระองค์เจ้ารัชนีแจ่มจรัส กรมหมื่น พิทยาลงกรณ์), con cháu sử dụng tên họ: Rajani (รัชนี). Một trong những hậu duệ của Hoàng tử Rajani Chamcharas 'là mẹ Chao Bhisadej Rajani, Chủ tịch của Dự án Hoàng gia của vua Bhumibol Adulyadej (Rama IX), một cháu nội của vua Chulalongkorn.

## Tước vị và huy chương

### Tước vị
- 1838: Yotch Wochingtan (ยอร์ชวอชิงตัน, "vương tử George Washington")
- 1838 - 1867: Phra Ong Chao Yodying Prayurayot (พระองค์เจ้ายอดยิ่งประยุรยศ, "vương tử Yodying Prayurayot")
- 1867 - 1868: Krom Muen Bowon Wichaichan (กรมหมื่นบวรวิไชยชาญ, "Wichaichan, vương tử tuyệt vời")
- 1868 - 1885: Krom Phra Ratchawang Bowon Wichaichan (กรมพระราชวังบวรวิไชยชาญ, "đệ nhị vương Wichaichan")

### Huy chương
- Hiệp sĩ Huy chương Hoàng gia Chakri (KC)
- Hiệp sĩ Huy chương Chín viên ngọc (KNG)
- Đại Hiệp sĩ (Hạng nhất) của Huy chương Chula Chom Klao (GCC)

## Tổ tiên
| \| \| \| \| \| \| \| \| \| \| \| \| \| \| \| \| \| \| \| \| 16. (=22.) Thongdi, Thái thượng vương \| \| \| \| \| \| \| \| \| \| \| \| \| \| \| \| \| \| \| \| \| \| \| \| \| \| \| \| \| \| \| \| \| \| \| \| \| \| \| \| \| \| \| \| \| \| \| \| \| \| \| \| \| \| 8. Buddha Yodfa Chulaloke (Rama I) \| \| \| \| \| \| \| \| \| \| \| \| \| \| \| \| \| \| \| \| \| \| \| \| \| \| \| \| \| \| \| \| \| \| \| \| \| \| \| \| \| \| \| \| \| \| \| \| \| \| \| \| \| \| 17. (=23.) Yok hoặc Daorueng (Người Hoa) \| \| \| \| \| \| \| \| \| \| \| \| \| \| \| \| \| \| \| \| \| \| \| \| \| \| \| \| \| \| \| \| \| \| \| \| \| \| \| \| \| \| \| \| \| \| \| \| \| \| \| \| \| \| 4. Buddha Loetla Nabhalai (Rama II) \| \| \| \| \| \| \| \| \| \| \| \| \| \| \| \| \| \| \| \| \| \| \| \| \| \| \| \| \| \| \| \| \| \| \| \| \| \| \| \| \| \| \| \| \| \| \| \| \| \| \| \| \| \| 18. Thong Na Bangxang \| \| \| \| \| \| \| \| \| \| \| \| \| \| \| \| \| \| \| \| \| \| \| \| \| \| \| \| \| \| \| \| \| \| \| \| \| \| \| \| \| \| \| \| \| \| \| \| \| \| \| \| \| \| 9. Amarindra \| \| \| \| \| \| \| \| \| \| \| \| \| \| \| \| \| \| \| \| \| \| \| \| \| \| \| \| \| \| \| \| \| \| \| \| \| \| \| \| \| \| \| \| \| \| \| \| \| \| \| \| \| \| 19. Rupsirisobhak, mẹ của Amarindra \| \| \| \| \| \| \| \| \| \| \| \| \| \| \| \| \| \| \| \| \| \| \| \| \| \| \| \| \| \| \| \| \| \| \| \| \| \| \| \| \| \| \| \| \| \| \| \| \| \| \| \| \| \| 2. Pinklao \| \| \| \| \| \| \| \| \| \| \| \| \| \| \| \| \| \| \| \| \| \| \| \| \| \| \| \| \| \| \| \| \| \| \| \| \| \| \| \| \| \| \| \| \| \| \| \| \| \| \| \| \| \| 20. không rõ hộ Trần người Hoa \| \| \| \| \| \| \| \| \| \| \| \| \| \| \| \| \| \| \| \| \| \| \| \| \| \| \| \| \| \| \| \| \| \| \| \| \| \| \| \| \| \| \| \| \| \| \| \| \| \| \| \| \| \| 10. Ngeon Sae-tan \| \| \| \| \| \| \| \| \| \| \| \| \| \| \| \| \| \| \| \| \| \| \| \| \| \| \| \| \| \| \| \| \| \| \| \| \| \| \| \| \| \| \| \| \| \| \| \| \| \| \| \| \| \| 21. không rõ em gái của phu nhân Noi Chamnanborirak \| \| \| \| \| \| \| \| \| \| \| \| \| \| \| \| \| \| \| \| \| \| \| \| \| \| \| \| \| \| \| \| \| \| \| \| \| \| \| \| \| \| \| \| \| \| \| \| \| \| \| \| \| \| 5. Sri Suriyendra \| \| \| \| \| \| \| \| \| \| \| \| \| \| \| \| \| \| \| \| \| \| \| \| \| \| \| \| \| \| \| \| \| \| \| \| \| \| \| \| \| \| \| \| \| \| \| \| \| \| \| \| \| \| 22. (=16.) Thongdi, Thái thượng vương \| \| \| \| \| \| \| \| \| \| \| \| \| \| \| \| \| \| \| \| \| \| \| \| \| \| \| \| \| \| \| \| \| \| \| \| \| \| \| \| \| \| \| \| \| \| \| \| \| \| \| \| \| \| 11. Kaew, công chúa Srisudarak \| \| \| \| \| \| \| \| \| \| \| \| \| \| \| \| \| \| \| \| \| \| \| \| \| \| \| \| \| \| \| \| \| \| \| \| \| \| \| \| \| \| \| \| \| \| \| \| \| \| \| \| \| \| 23. (=17.) Yok hoặc Daorueng (Người Hoa) \| \| \| \| \| \| \| \| \| \| \| \| \| \| \| \| \| \| \| \| \| \| \| \| \| \| \| \| \| \| \| \| \| \| \| \| \| \| \| \| \| \| \| \| \| \| \| \| \| \| \| \| \| \| 1. Wichaichan \| \| \| \| \| \| \| \| \| \| \| \| \| \| \| \| \| \| \| \| \| \| \| \| \| \| \| \| \| \| \| \| \| \| \| \| \| \| \| \| \| \| \| \| \| \| \| \| \| \| \| \| \| \| 24. Phraya Ratanarajashrethi (Ong Sai) \| \| \| \| \| \| \| \| \| \| \| \| \| \| \| \| \| \| \| \| \| \| \| \| \| \| \| \| \| \| \| \| \| \| \| \| \| \| \| \| \| \| \| \| \| \| \| \| \| \| \| \| \| \| 12. Bunmak Sae-ong \| \| \| \| \| \| \| \| \| \| \| \| \| \| \| \| \| \| \| \| \| \| \| \| \| \| \| \| \| \| \| \| \| \| \| \| \| \| \| \| \| \| \| \| \| \| \| \| \| \| \| \| \| \| 25. Prang hoặc Bang (Người Việt) \| \| \| \| \| \| \| \| \| \| \| \| \| \| \| \| \| \| \| \| \| \| \| \| \| \| \| \| \| \| \| \| \| \| \| \| \| \| \| \| \| \| \| \| \| \| \| \| \| \| \| \| \| \| 6. Bunmi Sae-ong \| \| \| \| \| \| \| \| \| \| \| \| \| \| \| \| \| \| \| \| \| \| \| \| \| \| \| \| \| \| \| \| \| \| \| \| \| \| \| \| \| \| \| \| \| \| \| \| \| \| \| \| \| \| 26. Bunkoed Sae-ngo \| \| \| \| \| \| \| \| \| \| \| \| \| \| \| \| \| \| \| \| \| \| \| \| \| \| \| \| \| \| \| \| \| \| \| \| \| \| \| \| \| \| \| \| \| \| \| \| \| \| \| \| \| \| 13. Bunliang Sae-ngo \| \| \| \| \| \| \| \| \| \| \| \| \| \| \| \| \| \| \| \| \| \| \| \| \| \| \| \| \| \| \| \| \| \| \| \| \| \| \| \| \| \| \| \| \| \| \| \| \| \| \| \| \| \| 27. \| \| \| \| \| \| \| \| \| \| \| \| \| \| \| \| \| \| \| \| \| \| \| \| \| \| \| \| \| \| \| \| \| \| \| \| \| \| \| \| \| \| \| \| \| \| \| \| \| \| \| \| \| \| 3. Aim Sae-ong \| \| \| \| \| \| \| \| \| \| \| \| \| \| \| \| \| \| \| \| \| \| \| \| \| \| \| \| \| \| \| \| \| \| \| \| \| \| \| \| \| \| \| \| \| \| \| \| \| \| \| \| \| \| 28. \| \| \| \| \| \| \| \| \| \| \| \| \| \| \| \| \| \| \| \| \| \| \| \| \| \| \| \| \| \| \| \| \| \| \| \| \| \| \| \| \| \| \| \| \| \| \| \| \| \| \| \| \| \| 14. \| \| \| \| \| \| \| \| \| \| \| \| \| \| \| \| \| \| \| \| \| \| \| \| \| \| \| \| \| \| \| \| \| \| \| \| \| \| \| \| \| \| \| \| \| \| \| \| \| \| \| \| \| \| 29. \| \| \| \| \| \| \| \| \| \| \| \| \| \| \| \| \| \| \| \| \| \| \| \| \| \| \| \| \| \| \| \| \| \| \| \| \| \| \| \| \| \| \| \| \| \| \| \| \| \| \| \| \| \| 7. \| \| \| \| \| \| \| \| \| \| \| \| \| \| \| \| \| \| \| \| \| \| \| \| \| \| \| \| \| \| \| \| \| \| \| \| \| \| \| \| \| \| \| \| \| \| \| \| \| \| \| \| \| \| 30. \| \| \| \| \| \| \| \| \| \| \| \| \| \| \| \| \| \| \| \| \| \| \| \| \| \| \| \| \| \| \| \| \| \| \| \| \| \| \| \| \| \| \| \| \| \| \| \| \| \| \| \| \| \| 15. \| \| \| \| \| \| \| \| \| \| \| \| \| \| \| \| \| \| \| \| \| \| \| \| \| \| \| \| \| \| \| \| \| \| \| \| \| \| \| \| \| \| \| \| \| \| \| \| \| \| \| \| \| \| 31. \| \| \| \| \| \| \| \| \| \| \| \| \| \| \| \| \| \| \| \| \| \| \| \| \| \| \| \| \| \| \| \| \| \| \| \| \| \| \| \| \| \| \| \| \| \| \| \| \| \| \| \| |                                                     |  |  |  |  |  |  |  |  |  |  |  |  |  |  |  |
| |                                                     |  |  |  |  |  |  |  |  |  |  |  |  |  |  |  |
| | 16. (=22.) Thongdi, Thái thượng vương               |  |  |  |  |  |  |  |  |  |  |  |  |  |  |  |
| |                                                     |  |  |  |  |  |  |  |  |  |  |  |  |  |  |  |
| |                                                     |  |  |  |  |  |  |  |  |  |  |  |  |  |  |  |
| | 8. Buddha Yodfa Chulaloke (Rama I)                  |  |  |  |  |  |  |  |  |  |  |  |  |  |  |  |
| |                                                     |  |  |  |  |  |  |  |  |  |  |  |  |  |  |  |
| |                                                     |  |  |  |  |  |  |  |  |  |  |  |  |  |  |  |
| | 17. (=23.) Yok hoặc Daorueng (Người Hoa)            |  |  |  |  |  |  |  |  |  |  |  |  |  |  |  |
| |                                                     |  |  |  |  |  |  |  |  |  |  |  |  |  |  |  |
| |                                                     |  |  |  |  |  |  |  |  |  |  |  |  |  |  |  |
| | 4. Buddha Loetla Nabhalai (Rama II)                 |  |  |  |  |  |  |  |  |  |  |  |  |  |  |  |
| |                                                     |  |  |  |  |  |  |  |  |  |  |  |  |  |  |  |
| |                                                     |  |  |  |  |  |  |  |  |  |  |  |  |  |  |  |
| | 18. Thong Na Bangxang                               |  |  |  |  |  |  |  |  |  |  |  |  |  |  |  |
| |                                                     |  |  |  |  |  |  |  |  |  |  |  |  |  |  |  |
| |                                                     |  |  |  |  |  |  |  |  |  |  |  |  |  |  |  |
| | 9. Amarindra                                        |  |  |  |  |  |  |  |  |  |  |  |  |  |  |  |
| |                                                     |  |  |  |  |  |  |  |  |  |  |  |  |  |  |  |
| |                                                     |  |  |  |  |  |  |  |  |  |  |  |  |  |  |  |
| | 19. Rupsirisobhak, mẹ của Amarindra                 |  |  |  |  |  |  |  |  |  |  |  |  |  |  |  |
| |                                                     |  |  |  |  |  |  |  |  |  |  |  |  |  |  |  |
| |                                                     |  |  |  |  |  |  |  |  |  |  |  |  |  |  |  |
| | 2. Pinklao                                          |  |  |  |  |  |  |  |  |  |  |  |  |  |  |  |
| |                                                     |  |  |  |  |  |  |  |  |  |  |  |  |  |  |  |
| |                                                     |  |  |  |  |  |  |  |  |  |  |  |  |  |  |  |
| | 20. không rõ hộ Trần người Hoa                      |  |  |  |  |  |  |  |  |  |  |  |  |  |  |  |
| |                                                     |  |  |  |  |  |  |  |  |  |  |  |  |  |  |  |
| |                                                     |  |  |  |  |  |  |  |  |  |  |  |  |  |  |  |
| | 10. Ngeon Sae-tan                                   |  |  |  |  |  |  |  |  |  |  |  |  |  |  |  |
| |                                                     |  |  |  |  |  |  |  |  |  |  |  |  |  |  |  |
| |                                                     |  |  |  |  |  |  |  |  |  |  |  |  |  |  |  |
| | 21. không rõ em gái của phu nhân Noi Chamnanborirak |  |  |  |  |  |  |  |  |  |  |  |  |  |  |  |
| |                                                     |  |  |  |  |  |  |  |  |  |  |  |  |  |  |  |
| |                                                     |  |  |  |  |  |  |  |  |  |  |  |  |  |  |  |
| | 5. Sri Suriyendra                                   |  |  |  |  |  |  |  |  |  |  |  |  |  |  |  |
| |                                                     |  |  |  |  |  |  |  |  |  |  |  |  |  |  |  |
| |                                                     |  |  |  |  |  |  |  |  |  |  |  |  |  |  |  |
| | 22. (=16.) Thongdi, Thái thượng vương               |  |  |  |  |  |  |  |  |  |  |  |  |  |  |  |
| |                                                     |  |  |  |  |  |  |  |  |  |  |  |  |  |  |  |
| |                                                     |  |  |  |  |  |  |  |  |  |  |  |  |  |  |  |
| | 11. Kaew, công chúa Srisudarak                      |  |  |  |  |  |  |  |  |  |  |  |  |  |  |  |
| |                                                     |  |  |  |  |  |  |  |  |  |  |  |  |  |  |  |
| |                                                     |  |  |  |  |  |  |  |  |  |  |  |  |  |  |  |
| | 23. (=17.) Yok hoặc Daorueng (Người Hoa)            |  |  |  |  |  |  |  |  |  |  |  |  |  |  |  |
| |                                                     |  |  |  |  |  |  |  |  |  |  |  |  |  |  |  |
| |                                                     |  |  |  |  |  |  |  |  |  |  |  |  |  |  |  |
| | 1. Wichaichan                                       |  |  |  |  |  |  |  |  |  |  |  |  |  |  |  |
| |                                                     |  |  |  |  |  |  |  |  |  |  |  |  |  |  |  |
| |                                                     |  |  |  |  |  |  |  |  |  |  |  |  |  |  |  |
| | 24. Phraya Ratanarajashrethi (Ong Sai)              |  |  |  |  |  |  |  |  |  |  |  |  |  |  |  |
| |                                                     |  |  |  |  |  |  |  |  |  |  |  |  |  |  |  |
| |                                                     |  |  |  |  |  |  |  |  |  |  |  |  |  |  |  |
| | 12. Bunmak Sae-ong                                  |  |  |  |  |  |  |  |  |  |  |  |  |  |  |  |
| |                                                     |  |  |  |  |  |  |  |  |  |  |  |  |  |  |  |
| |                                                     |  |  |  |  |  |  |  |  |  |  |  |  |  |  |  |
| | 25. Prang hoặc Bang (Người Việt)                    |  |  |  |  |  |  |  |  |  |  |  |  |  |  |  |
| |                                                     |  |  |  |  |  |  |  |  |  |  |  |  |  |  |  |
| |                                                     |  |  |  |  |  |  |  |  |  |  |  |  |  |  |  |
| | 6. Bunmi Sae-ong                                    |  |  |  |  |  |  |  |  |  |  |  |  |  |  |  |
| |                                                     |  |  |  |  |  |  |  |  |  |  |  |  |  |  |  |
| |                                                     |  |  |  |  |  |  |  |  |  |  |  |  |  |  |  |
| | 26. Bunkoed Sae-ngo                                 |  |  |  |  |  |  |  |  |  |  |  |  |  |  |  |
| |                                                     |  |  |  |  |  |  |  |  |  |  |  |  |  |  |  |
| |                                                     |  |  |  |  |  |  |  |  |  |  |  |  |  |  |  |
| | 13. Bunliang Sae-ngo                                |  |  |  |  |  |  |  |  |  |  |  |  |  |  |  |
| |                                                     |  |  |  |  |  |  |  |  |  |  |  |  |  |  |  |
| |                                                     |  |  |  |  |  |  |  |  |  |  |  |  |  |  |  |
| | 27.                                                 |  |  |  |  |  |  |  |  |  |  |  |  |  |  |  |
| |                                                     |  |  |  |  |  |  |  |  |  |  |  |  |  |  |  |
| |                                                     |  |  |  |  |  |  |  |  |  |  |  |  |  |  |  |
| | 3. Aim Sae-ong                                      |  |  |  |  |  |  |  |  |  |  |  |  |  |  |  |
| |                                                     |  |  |  |  |  |  |  |  |  |  |  |  |  |  |  |
| |                                                     |  |  |  |  |  |  |  |  |  |  |  |  |  |  |  |
| | 28.                                                 |  |  |  |  |  |  |  |  |  |  |  |  |  |  |  |
| |                                                     |  |  |  |  |  |  |  |  |  |  |  |  |  |  |  |
| |                                                     |  |  |  |  |  |  |  |  |  |  |  |  |  |  |  |
| | 14.                                                 |  |  |  |  |  |  |  |  |  |  |  |  |  |  |  |
| |                                                     |  |  |  |  |  |  |  |  |  |  |  |  |  |  |  |
| |                                                     |  |  |  |  |  |  |  |  |  |  |  |  |  |  |  |
| | 29.                                                 |  |  |  |  |  |  |  |  |  |  |  |  |  |  |  |
| |                                                     |  |  |  |  |  |  |  |  |  |  |  |  |  |  |  |
| |                                                     |  |  |  |  |  |  |  |  |  |  |  |  |  |  |  |
| | 7.                                                  |  |  |  |  |  |  |  |  |  |  |  |  |  |  |  |
| |                                                     |  |  |  |  |  |  |  |  |  |  |  |  |  |  |  |
| |                                                     |  |  |  |  |  |  |  |  |  |  |  |  |  |  |  |
| | 30.                                                 |  |  |  |  |  |  |  |  |  |  |  |  |  |  |  |
| |                                                     |  |  |  |  |  |  |  |  |  |  |  |  |  |  |  |
| |                                                     |  |  |  |  |  |  |  |  |  |  |  |  |  |  |  |
| | 15.                                                 |  |  |  |  |  |  |  |  |  |  |  |  |  |  |  |
| |                                                     |  |  |  |  |  |  |  |  |  |  |  |  |  |  |  |
| |                                                     |  |  |  |  |  |  |  |  |  |  |  |  |  |  |  |
| | 31.                                                 |  |  |  |  |  |  |  |  |  |  |  |  |  |  |  |
| |                                                     |  |  |  |  |  |  |  |  |  |  |  |  |  |  |  |
| |                                                     |  |  |  |  |  |  |  |  |  |  |  |  |  |  |  |